# 布里特林根
布里特林根是德国下萨克森州吕讷堡县的一个市镇。总面积19.73平方公里，总人口3318人，其中男性1630人，女性1688人（2011年12月31日），人口密度168人/平方公里。

## 地理

### 位置
布里特林根位于吕讷堡市中心东北约10千米处。它的东部是一个自然公园。行政上它属于沙讷贝克镇。

### 行政区域
布里特林根由3个村组成。

## 历史

### 首次提及
1004年在一份文献中首次提到布里特林根。

### 合并
1974年3月1日布里特林根的邻村被并入。

## 政治
布里特林根属于下萨克森州州议会第48选区和联邦议会第38选区。

### 镇议会
布里特林根的镇议会由15名议员组成。镇议会是通过地方选举选出的，任期5年。2021年地方下萨克森州地方选举结果为社会民主党6席，绿党4席，基督教民主联盟3席。
此前的选举结果：
| 年     | 社民党 | 基民联 | 绿党 | 总共 |
| 2016年 | 7      | 6      | 1    | 14席 |

### 镇长
镇长是业余的，今天的镇长是2016年11月29日当选的。

### 姊妹镇
2017年8月26日布里特林根与波兰翁格罗维茨结为姊妹镇。

## 经济和基础设施

### 交通
从吕讷堡去往劳恩堡的209号联邦公路通过布里特林根。

### 教育
镇上有一小学和两个幼儿园。

## 书籍
- 布里特林根（编辑）： 1000 Jahre Brietlingen – Beiträge zur Geschichte des Dorfes und seiner Ortsteile.，布里特林根，2003年
- 布里特林根（编辑）：Alte und neuere Ansichten aus Brietlingen und Lüdershausen.，布里特林根，2006.
- Th. Meyer: Zur Geschichte der Gemeinde St. Dionys. Herold u. Wahlstab, Lüneburg.
- Ernst Reinstorf: Geschichte der Dörfer Bütlingen, Barum, Brietlingen, Horburg, Lüdershausen und St.Dionys. 自费出版.